# Hugh Ford
Pour les articles homonymes, voir Ford (homonymie).

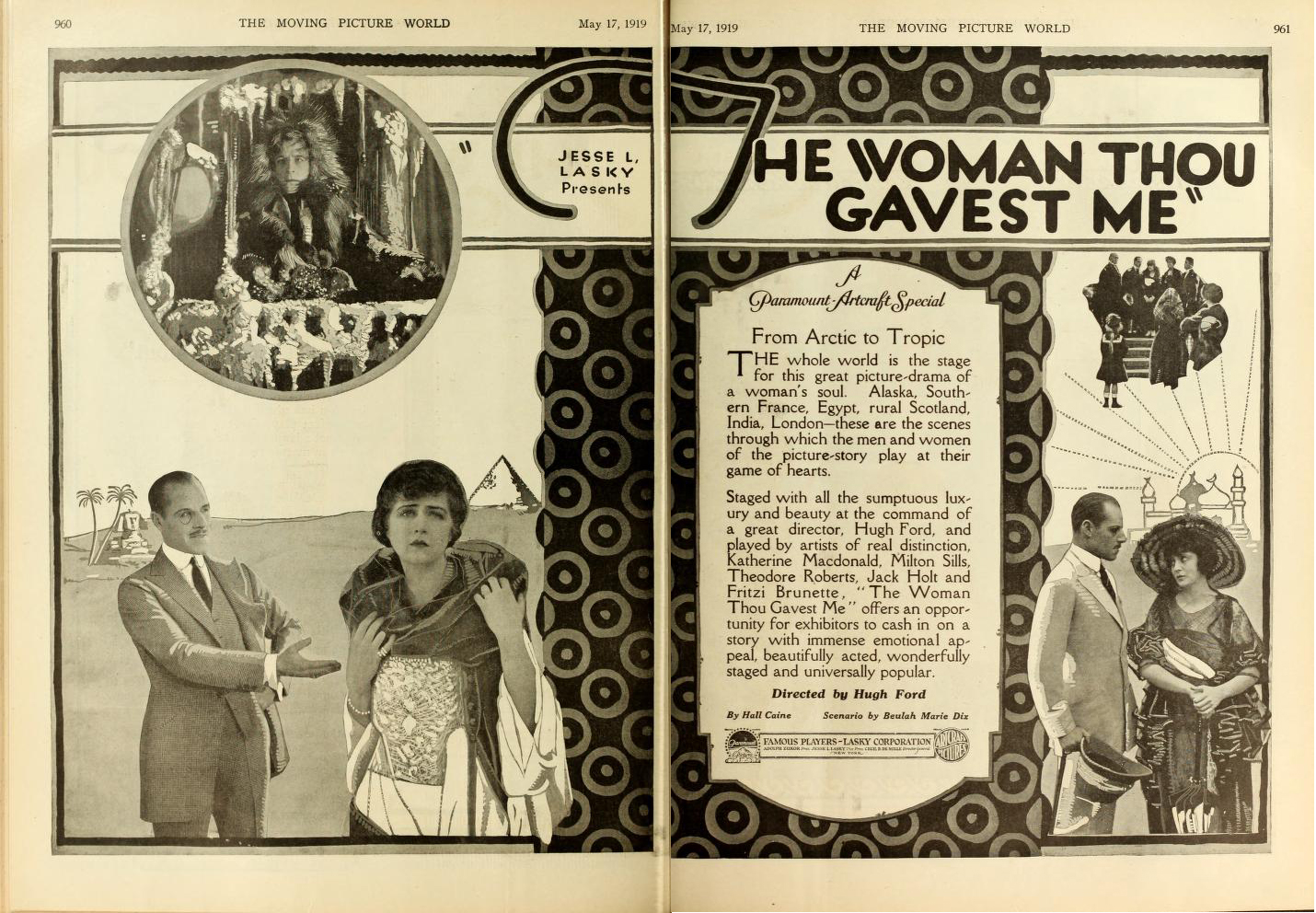
Publicité (1919)

Hugh Ford est un réalisateur et scénariste américain né le 5 février 1868 à Washington DC, États-Unis et mort en 1952.

## Filmographie

### Réalisateur
- 1913 : Le Prisonnier de Zenda (The Prisoner of Zenda)
- 1914 : Such a Little Queen
- 1914 : The Crucible (en)
- 1915 : The Morals of Marcus (en)
- 1915 : Niobe (en)
- 1915 : When We Were Twenty-One (en)
- 1915 : La Ville éternelle (The Eternal City)
- 1915 : Sold (en)
- 1915 : Poor Schmaltz (en)
- 1915 : La Perle sacrée (en) (The White Pearl)
- 1915 : Zaza
- 1915 : Bella Donna (en)
- 1915 : The Prince and the Pauper (en)
- 1915 : Lydia Gilmore (en)
- 1916 : L'Amour et la Haine (en) (The Woman in the Case)
- 1917 : The Slave Market
- 1917 : Seven Keys to Baldpate
- 1917 : Sapho (en)
- 1917 : Pauvre Cœur (en) (Sleeping Fires)
- 1918 : Mrs. Dane's Defense
- 1918 : The Danger Mark (en)
- 1919 : Mrs. Wiggs of the Cabbage Patch (en)
- 1919 : L'Orgueil de la faute (The Woman Thou Gavest Me)
- 1919 : Secret Service (en)
- 1919 : In Mizzoura (en)
- 1920 : His House in Order (en)
- 1920 : Le Poids du passé (Lady Rose's Daughter)
- 1920 : Le Prestige de l'uniforme (en)  (Civilian Clothes)
- 1920 : Les Coups du destin (en) (The Great Day)
- 1921 : The Price of Possession
- 1921 : The Call of Youth (en)

### Scénariste
- 1913 : Le Prisonnier of Zenda (The Prisoner of Zenda) de lui-même et Edwin S. Porter et d'après le roman d'Anthony Hope
- 1914 : Such a Little Queen de lui-même et Edwin S. Porter, d'après une pièce de Channing Pollock
- 1914 : The Crucible (en) de lui-même et  Edwin S. Porter
- 1915 : Jim the Penman de Edwin S. Porter
- 1915 : Still Waters de J. Searle Dawley
- 1915 : The Prince and the Pauper (en) de lui-même et  Edwin S. Porter
- 1915 : The Old Homestead (en) de James Kirkwood
- 1915 : Lydia Gilmore (en) de lui-même et  Edwin S. Porter
- 1916 : Mice and Men (en) de J. Searle Dawley
- 1916 : Diplomacy de Sidney Olcott
- 1916 : Molly Make-Believe (en) de J. Searle Dawley
- 1916 : The Moment Before (en) de Robert G. Vignola
- 1916 : The Red Widow de James Durkin
- 1916 : Saints and Sinners de James Kirkwood
- 1916 : Silks and Satins (en) de J. Searle Dawley
- 1916 : Little Lady Eileen (en) de J. Searle Dawley
- 1917 : Sapho (en) de lui-même
- 1917 : Pauvre Cœur (en) de lui-même
- 1920 :  His House in Order (en) de lui-même